# Walentin Lawrentjewitsch Janin
Walentin Lawrentjewitsch Janin (russisch Валентин Лаврентьевич Янин; * 6. Februar 1929 in Wjatka; † 2. Februar 2020 in Moskau) war ein sowjetischer und russischer Historiker, Numismatiker, Archäologe und Hochschullehrer.

## Leben
Janins Eltern waren der Arzt Lawrenti Wassiljewitsch Janin und die Lehrerin Jelisaweta Stepanowna geborene Masslowa. Ein halbes Jahr nach Janins Geburt zog die Familie nach Orechowo-Sujewo, wo der Vater als Gesundheitsinspektor der früheren Morosow-Manufakturen arbeitete. Während der Stalinschen Säuberungen war die Familie 1937 gefährdet. Janins Mutter stammte aus einer Kulakenfamilie, die weitläufig mit den Fabrikanten aus der Morosow-Familie in Orechowo-Sujewo verwandt war. Der Urgroßvater mütterlicherseits, Geschäftsführer beim Fabrikanten Lossew, wurde 1937 verhaftet und starb nach einem Jahr im DubrawLag. Janins Vater geriet auf Erschießungslisten, konnte sich aber 1938 auf eine neue Arbeitsstelle in Moskau versetzen lassen.
Janin begeisterte sich bereits als Schüler für die Numismatik. Er schloss den Schulbesuch in Moskau 1946 mit einer Goldmedaille ab, so dass er ohne Zulassungsprüfung studieren konnte. Er wurde Student an der Fakultät für Geschichte der Lomonossow-Universität Moskau (MGU). Er spezialisierte sich am Lehrstuhl für Archäologie bei Artemi Wladimirowitsch Arzichowski. Da Arzichowski kein Numismatiker war, fertigte Janin seine Diplomarbeit über die Münzen der Kiewer Rus bei Alexander Alexandrowitsch Sievers und Iwan Georgijewitsch Spasski an, bei denen er auch während der Aspirantur 1951–1954 seine Kandidat-Dissertation über das Münz-Gewichtssystem der Kiewer Rus erarbeitete. Darauf wurde er 1954 wissenschaftlicher Mitarbeiter am Lehrstuhl für Archäologie der MGU. 1956 erschien sein erstes Buch über das Münz-Gewichtssystem des russischen Mittelalters. Neben der Numismatik beschäftigte er sich mit Sphragistik und Epigraphik der Rus und untersuchte erstmals die Birkenrindentexte.
1962 wurde Janin Leiter der Nowgoroder Archäologischen Expedition der MGU. Im gleichen Jahr erschien sein Buch über die Statthalter von Nowgorod. Darauf baute seine Doktor-Dissertation auf, die er 1963 verteidigte. In dieser Arbeit analysierte er das Herrschaftssystem in der Republik Nowgorod. 1964 wurde er Professor am Lehrstuhl für Archäologie der MGU.
1966 wurde Janin zum korrespondierenden Mitglied der Akademie der Wissenschaften der UdSSR (AN-SSSR, seit 1991 Russische Akademie der Wissenschaften (RAN)) gewählt. 1969 beschlossen die Nowgoroder Behörden den Schutz der Nowgoroder Kulturschicht. Dieser Beschluss wurde dann von 114 historisch bedeutenden Städten übernommen. Den Lehrstuhl für Archäologie der MGU leitete Janin von 1978 bis 2015. 1990 wurde er Wirkliches Mitglied der AN-SSSR. 2010 wurde mit Unterstützung des Kulturministeriums ein Dokumentarfilm über den Archäologen Walentin Janin angefertigt. Im Verlaufe der weiteren Ausgrabungsarbeiten der Nowgoroder Archäologischen Expedition der MGU wurde am 13. Juli 2000 der Nowgoroder Kodex gefunden. Zu Janins Schülern gehörten Pjotr Grigorjewitsch Gaidukow, Wladimir Igorewitsch Sawjalow, Sergei Dmitrijewitsch Sacharow und Alexander Stepanowitsch Choroschew.
Von 1996 bis 2003 war Janin Vorsitzender des Rats der Russischen Stiftung für Geistes- und Sozialwissenschaften.
2013 unterschrieb Janin mit anderen Akademiemitgliedern (Klub 1. Juli) eine Erklärung gegen die Gesetzesänderungspläne der Duma zu einer Reform der RAN, die dann nicht mehr realisiert wurden.
Walentin Janin starb am 2. Februar 2020 in Moskau.

## Preise
- Lomonossow-Preis der MGU (1966)
- Staatspreis der UdSSR (1970)
- Leninpreis (1984)
- Demidow-Preis (1993)
- Staatspreis der Russischen Föderation (1996)
- Triumph-Preis der nicht-staatlichen russischen Stiftung Triumph-Logowas Boris Abramowitsch Beresowskis (2006)[5]
- Solschenizyn-Literaturpreis (2010)[6]

## Ehrungen
- Orden des Roten Banners der Arbeit (1975)
- Orden der Völkerfreundschaft (1975)
- Ehrenbürger der Stadt Nowgorod (1983)
- Medaille „Veteran der Arbeit“ (1984)
- Leninorden (1990)
- Verdienter Professor der MGU (1999)
- Lomonossow-Goldmedaille (1999)[2]
- Solowjow-Goldmedaille der RAN (1999)[2]
- Ehrendoktor der St. Petersburger Universität für Geistes- und Sozialwissenschaften der Gewerkschaften (2001)
- Medaille „Symbol der Wissenschaft“ (2007)
- Verdienstorden für das Vaterland IV. Klasse (2009)

## Schriften (Auswahl)
- Valentin Lavrentevič Janin: The Archaeological Study of Novgorod: an historical Perspective. In: Mark A. Brisbane (Hrsg.): The Archaeology of Novgorod, Russia. Recent Results from the Town and its Hinterland (= The Society for Medieval Archaeology. Monograph Series. 13, ISSN 0583-9106). Society for Medieval Archaeology, Lincoln 1992, S. 67–106.
- Valentin Lavrentevič Janin: Novgoroder Birkenrindenurkunden. In: Archiv für Diplomatik, Schriftgeschichte, Siegel- und Wappenkunde. Band 41, 1995, S. 211–238, doi:10.7788/afd.1995.41.jg.211.
- Janin, Valentin Lavrentévic: Ein mittelalterliches Zentrum im Norden der Rus'. In: Novgorod. Das mittelalterliche Zentrum und sein Umland im Norden Rußlands. 2001, S. 75–98.
- Janin, Valentin Lavrentévic: Mitteilungen auf ungewöhnlichem Papier. In: Novgorod. Das mittelalterliche Zentrum und sein Umland im Norden Rußlands. 2001, S. 109–120.
- Janin, Valentin Lavrentévic: Lobet den Herrn. In: Novgorod. Das mittelalterliche Zentrum und sein Umland im Norden Rußlands. 2001, S. 121–124.
- Janin, Valentin Lavrentévic: Fürst oder Bojaren: Wer hatte die Macht im Staat Novgorod? In: Novgorod. Das mittelalterliche Zentrum und sein Umland im Norden Rußlands. 2001, S. 125–132.
- Janin, Valentin Lavrentévic: Zeichen der Macht. In: Novgorod. Das mittelalterliche Zentrum und sein Umland im Norden Rußlands. 2001, S. 133–142.
- Janin, Valentin Lavrentévic: Grundfesten der Wirtschaft. Geld und Geldsysteme im mittelalterlichen Novgorod. In: Novgorod. Das mittelalterliche Zentrum und sein Umland im Norden Rußlands. 2001, S. 143–148.